# Virtual Game Station
La Virtual Game Station (VGS) es un emulador realizado por Connectix que permitía que los juegos de la Sony PlayStation funcionaran en un ordenador. Fue el primero en lanzarse para Macintosh en 1999. VGS fue creado por Aaron Giles, famoso ayudante del Mame.
Lanzado en el momento en el cual la Sony PlayStation gozaba de gran popularidad, Virtual Game Station fue el primer emulador, para cualquier plataforma, que permitía jugar a los juegos a plena velocidad en ordenadores modestos, y el primero que soportaba casi todos los juegos de la PlayStation. Técnicamente, funcionaba a plena velocidad en un ordenador G3/266 MHz, y en algunos casos era capaz de funcionar en ordenadores 604e a 200 MHz a una velocidad decente. La PlayStation posee un chip RISC a 33 MHz, por lo que el rendimiento del emulador era asombroso. El impacto del producto fue enorme ya que aumentó con casi todos los juegos de PlayStation la biblioteca de juegos disponibles de Macintosh, la cual era bastante escasa. Los juegos podían funcionar a pantalla completa a plena velocidad. Algunos mandos de control se hicieron con gran parecido a la estructura del mando de PlayStation teniendo en mente la disponibilidad del VGS. Carecía de la posibilidad de obtener vibración como el mando Dual-Shock  y de poder utilizar una pistola ( esta carencia se debe más a la imposibilidad de la época de utilizar una pistola en un monitor de ordenador ).
VGS fue lanzado inicialmente para juegos NTSC ( corresponden al territorio americano y japonés) de PlayStation pero, en posteriores versiones, también se podía disfrutar de juegos PAL( equivale, entre otros, al territorio europeo). Como en la PS1, sólo los juegos originales funcionaban en el emulador por lo que no se podía jugar a copias de juegos aunque no tardó mucho en aparecer parches para el emulador que sobrepasaban dicha protección permitiendo utilizar copias de originales. Las versiones 1.1 y 1.2 del VGS dificultaron la tarea de modificar la protección pero pronto fueron parcheadas.
VGS se convirtió en un producto bastante popular, ya que costaba menos de la mitad que una PlayStation y no requería de hardware extra para hacer funcionar los juegos. VGS fue más tarde portado a Microsoft Windows. Fue menos popular debida a la competencia con otros emuladores de pago como Bleem! aunque VGS constaba de mejor compatibilidad.
Sony percibió a VGS como una amenaza e interpuso demandas contra Connectix por infringir Derechos de autor. El caso fue cerrado a favor de Connectix. Poco después Sony compró VGS de Connectix quedando el proyecto descontinuado, aunque por entonces la PS2 estaba cerca y la PlayStation gozaba del final de su gloria, estando la gente fijándose en la próxima generación.
Actualmente, los emuladores como PCSX y, sobre todo, ePSXe superan a VGS en cuanto a emulación ya que VGS, debido a la discontinuidad, no gozaba de filtros gráficos para mejorar la emulación. VGS no soporta el Windows XP aunque existe un parche para solucionar esta incompatibilidad.